# Elena Iagăr
Elena Iagăr (Rumania, 16 de enero de 1975) es una atleta rumana especializada en la prueba de 1500 m, en la que consiguió ser campeona europea en pista cubierta en 2005.

## Carrera deportiva
En el Campeonato Europeo de Atletismo en Pista Cubierta de 2005 ganó la medalla de oro en los 1500 metros, con un tiempo de 4:03.09 segundos, por delante de su compatriota la también rumana Corina Dumbravean y la francesa Hind Dehiba (bronce).